# La Mosaïque Parsifal
La Mosaïque Parsifal (The Parsifal Mosaic) est un roman d'espionnage de l'écrivain américain Robert Ludlum paru en 1982. Le roman raconte l'histoire d'un agent secret américain condamné à mourir, car son mentor et ami, un puissant secrétaire d'État devenu fou, a signé des accords qui détruiront le monde dans un holocauste nucléaire s'ils venaient à être publiés.

## Résumé
Michael Havelock est un agent secret au service des États-Unis. Au début du roman, il assiste à l'exécution d'une femme, sa partenaire de missions et l'amour de sa vie, Jenna Karras. Alors que se déroule l'exécution sur une plage située sur la Costa Brava, le lecteur apprend que Karras est un agent double travaillant pour les Soviétiques. Pire, elle appartient à un réseau qui entretient le terrorisme mondial.
Après cette opération, Havelock quitte les Opérations consulaires, une branche du département d'État des États-Unis (le ministère des Affaires étrangères américain), et voyage dans différentes capitales européennes. Il veut les visiter en plein jour, lui qui les a surtout vues de nuit lors des différentes missions pendant les 16 dernières années. À Athènes, Pyotr Rostov, un des principaux officiers du KGB, lui tend un piège pour l'obliger à discuter. Pendant la discussion, orageuse, Rostov nie que Karras ait été à la solde du KGB, mais Havelock ne peut le croire. Plus tard, à Rome, il voit Jenna dans une gare. Elle s'enfuit, effrayée, alors que lui tente de la rattraper.
Quelque temps après, il prend conscience qu'il a été trahi par ses supérieurs, des personnes influentes du gouvernement fédéral américain. Il prend contact avec un ancien collègue travaillant aux opérations consulaires, menaçant de révéler diverses opérations américaines en Europe s'il n'obtient pas des réponses convaincantes à ses questions. Également, il entame ses recherches pour retrouver Jenna à travers différents pays.
Entretemps, les stratèges des opérations consulaires croient que Havelock est devenu paranoïaque et schizophrène. En conséquence, il doit être tué. De plus, toutes les preuves connues des stratèges indiquent que Karras était un agent double, et qu'elle est morte sur une plage de la Costa Brava.
Par ailleurs, aux États-Unis, le gouvernement fédéral a un important problème sur les bras : Anthony Matthias, secrétaire d'État renommé de par le monde comme le plus grand génie géopolitique connu et doté de pouvoirs exécutifs nettement au-delà de la charge qu'il remplit, est devenu fou. Avant que quiconque n'ait réalisé son état, il a signé des traités stratégiques avec des négociateurs qu'il croit provenir de l'URSS et de la Chine. Chaque traité prévoit que les États-Unis s'engagent à lancer une attaque nucléaire contre l'un des pays tiers. Dans les faits, Matthias a rédigé ces traités en compagnie d'un seul homme, Parsifal.
Parsifal exige d'énormes rançons pour ne pas transmettre ces documents, lesquels provoqueraient une guerre nucléaire. Bien que les sommes soient versées dans différents comptes bancaires de par le monde, Parsifal n'y touche pas, il souhaite seulement connaître l'état de désespoir dans lequel se trouvent les responsables américains à Washington.
Havelock, survivant du massacre de Lidice lors de la Seconde Guerre mondiale (perpétré alors qu'il était enfant), a un lien unique avec Matthias, car tous deux ont vécu à Prague, le père de Havelock était un collègue estimé de Matthias  et Havelock a été un étudiant de Matthias à l'Université de Princeton. Pour une raison obscure, la folie de Matthias est liée à l'ordre de tuer Jenna Karras. De son côté, Karras a été informée que Havelock est un agent double à la solde des Soviétiques et qu'il a tenté de la tuer. Malgré son amour pour lui, elle le fuit.
Lorsque Havelock la retrouve dans une ferme isolée en Pennsylvanie aux États-Unis, elle se rend compte qu'ils ont tous deux été trahis par leurs supérieurs qui cherchaient à les monter l'un contre l'autre, au prix de leur vie. Ils décident alors de démasquer les traîtres à l'intérieur du gouvernement, à commencer par un sous-secrétaire d'État qui a agi de façon irresponsable sous les administrations de John F. Kennedy et de Lyndon B. Johnson.
Les deux agents apprennent que Matthias est détenu dans un camp retranché sur une île et décident de le délivrer. Havelock rejoint Matthias, et découvre avec horreur qu'il est fou. Il est alors mis en contact avec le président des États-Unis qui décide de confier aux deux agents la tâche de retrouver Parsifal pour mettre fin au chantage exercé contre les États-Unis.
À eux s'oppose Arthur Pierce, un brillant et meurtrier agent double soviétique qui occupe un très haut rang dans le département d'État. Pierce a ordonné les meurtres des stratèges des opérations consulaires, puis a émis d'autres ordres tout aussi meurtriers pour s'emparer de documents qui démontreront sans le moindre doute la folie de Matthias. Pierce travaille pour le compte du KGB, mais est complètement voué à la VKR (Voennaya Kontra Razvedka), une section composée de fanatiques qui descend directement de la Guépéou. Il est appuyé par un groupe d'agents aussi fanatiques et aussi dangereux que lui, les paminyatchiki, des agents soviétiques qui vivent aux États-Unis depuis leur plus tendre enfance.
Après le meurtre d'un paminyatchik capturé vivant, dans le plus grand secret, par un agent du département d'État américain, Havelock comprend que Pierce est la taupe soviétique. Il informe le président des États-Unis, qui ne peut le croire, mais qui, finalement, se rend compte que Havelock a raison.
Lorsque Havelock prend contact avec Parsifal, il apprend que ses gestes n'étaient pas destinés à provoquer un holocauste nucléaire, mais bien à envoyer un signal fort aux responsables américains : aucun homme ne devait posséder autant de pouvoirs, même Anthony Matthias. Par contre, Pierce veut expédier les traités à ses maîtres à Moscou dans le but de faire chanter les États-Unis. Havelock et Karras tuent Pierce et les tueurs qui l'accompagnent dans une forêt située dans la vallée de Shenandoah.
Par la suite, les deux agents décident de détruire tous les documents en leur possession, y compris le rapport psychiatrique sur Matthias. Havelock appelle le président des États-Unis pour l'informer de leur décision et demander que les autorités les laissent en paix. Arrivés au bout de leur peine, Havelock emménage avec Karras  au New Hampshire, là où il pourra enseigner l'histoire et non la subir.

## Principaux personnages
- Michael Havelock (né Mikhail Havlíček en Tchécoslovaquie)

Un agent secret fatigué et amer au moment où le roman commence. Né avant la Seconde Guerre mondiale en Tchécoslovaquie, il a vu son village, Lidice, décimé par les nazis. Pour cette raison, il est devenu membre d'une brigade d'enfants qui transportaient papiers et explosifs. Amené aux États-Unis à la suite de son adoption, il devient docteur en histoire. Par la suite, entre autres pour sa facilité avec les langues slaves, la branche action du département d'État des États-Unis l'engage. Au fil des ans, il y devient irremplaçable.
- Jenna Karras (née Jenna Karrasova en Tchécoslovaquie)

Amoureuse et partenaire de Havelock, et agent secret supérieur avant de rencontrer Havelock. Son assassinat, maquillé, sur la Costa Brava a démoli Havelock. Lorsqu'il découvre qu'elle est toujours vivante, il décide de se venger.
- Anthony Matthias (né Anton Matthias en Tchécoslovaquie)

Brillant et admiré Secrétaire d'État américain. Il a un lien affectif fort avec Havelock, lequel était entre autres l'un de ses étudiants à l'université. Les tensions causés par sa position et par son ego, tout comme son âge, l'ont mené à la folie.
- Pyotr Rostov

Directeur des stratégies extérieures du KGB. Il est rattaché au KGB et déteste les fanatiques de la Voennaya Kontra Rozvedka (VKR), une branche violente du KGB. Lors d'une rencontre tumultueuse à Athènes, il informe Havelock que Karras n'a jamais fait partie du KGB, ce qui détruit la thèse qu'elle était un agent double, tout comme il tente de connaître le statut réel de Havelock à l'intérieur du département d'État américain. Par la suite, il lui offrira les moyens de s'enfuir à Moscou.
- Emory Bradford

Brillant mais controversé sous-secrétaire d'État. Un faucon dans les administrations de John F. Kennedy et de Lyndon B. Johnson, il deviendra une colombe lorsqu'il réalisera que la guerre du Vietnam est un échec pour les États-Unis. Lorsque le président des États-Unis doit faire face aux exigences de Parsifal, il fera appel à Bradford pour le conseiller.
- Charles Berquist

Président des États-Unis. Né dans un village du Minnesota et élevé sur une ferme, il est intelligent mais démuni lorsqu'il apprend que Matthias a négocié des traités absurdes qui vont clairement contre les intérêts des États-Unis, ainsi que la présence d'une taupe haut placée au sein du département d'État.
- Paminyatchiki

Agents secrets soviétiques ayant vécu aux États-Unis depuis leur plus tendre enfance. Supérieurement intelligents et appuyés par un contingent de personnes qui leur servent de yeux et d'oreilles, ils forment un corps redoutablement efficace. Contrôlés par la Voennaya Kontra Rozvedka (VKR), une branche fanatique du KGB qui ne croit pas au compromis ni à la négociation, elle constitue un groupe redouté car invisible.
- Arthur Pierce (né Nikolai Petrovich Malyekov en Russie)

Brillant sous-secrétaire d'État et paminyatchik le plus haut placé dans le département d'État. Totalement fanatique et implacable, Pierce a un curriculum vitæ extraordinaire, incluant un service militaire exemplaire lors de la guerre du Viet Nam. Il ne vise rien de moins que d'obtenir les traités « négociés » par Matthias et Parsifal, tout comme les dossiers psychiatriques démontrant la folie de Matthias. Cela dans le but de mettre les États-Unis à genoux. Sa supériorité stratégique, son manque d'émotions, sauf en ce qui concerne son fanatisme, et son statut de paminyatchik en font un méchant particulièrement fort.
- Parsifal

Personnage mystérieux en contact avec Antony Matthias. Il agit de façon à précipiter le monde dans un cataclysme.

## Principaux thèmes
- Ce roman est consacré à la guerre froide et à la possibilité d'une guerre nucléaire. D'autres romans de Ludlum, tels Le Cercle bleu des Matarèse et La Progression Aquitaine, ont comme fond la guerre froide, mais elle n'est pas un thème majeur.
- Anthony Matthias, secrétaire d'État américain adulé, possède quelques ressemblances avec Henry Kissinger. Les deux sont des immigrants américains et possèdent plusieurs diplômes universitaires. Bien que Kissinger n'ait pas été autant admiré, il possédait beaucoup de pouvoirs qui n'étaient pas contrôlés. Il est facile de spéculer que Ludlum, tout comme Parsifal, était inquiet de savoir que des hommes puissent posséder autant de pouvoirs.
- Le roman contient une image probablement juste des convictions de Ludlum à propos du fanatisme : il le détestait. Dans le roman, différents fanatiques apparaissent, depuis les nazis au village de Lidice jusqu'à la Costa Brava, où Jenna Karras est tuée par des terroristes de la bande à Baader. Le roman renvoie régulièrement à des moments vécus par Havelock pendant sa jeunesse. Alors qu'il recherche Jenna Karras, il échange avec une Française qui a perdu son mari lors de la Seconde Guerre mondiale. Il fait la rencontre d'un criminel de guerre nazi qui a participé au massacre de Lidice. Il y a aussi un Tchèque qui possède une ferme en Pennsylvanie, en fait l'équivalent d'un camp de concentration. Lorsqu'il tue Arthur Pierce, Havelock dit à haute voix que ce sont des hommes comme lui qui l'ont obligé à vivre dans la forêt.

## Édition française
- Robert Ludlum, La Mosaïque Parsifal, traduit par Benjamin Legrand, Paris, Robert Laffont, coll. « Thriller », 1982  (ISBN 978-2-253-07630-8)